# Lenhovda socken
Lenhovda socken i Småland ingick i Uppvidinge härad i Värend och området ingår sedan 1971 i Uppvidinge kommun och motsvarar från 2016 Lenhovda distrikt i Kronobergs län.
Socknens areal är 283,53 kvadratkilometer, varav land 266,46. År 2000 fanns här 2 285 invånare. Tätorten Lenhovda med sockenkyrkan Lenhovda kyrka ligger i socknen. 

## Administrativ historik
Socknen har medeltida ursprung.
Vid kommunreformen 1862 övergick socknens ansvar för de kyrkliga frågorna till Lenhovda församling och för de borgerliga frågorna till Lenhovda landskommun. Denna senare utökades 1952 för att 1957 ombildas till Lenhovda köping som sedan 1971 ingår i Uppvidinge kommun. Församlingen uppgick 2012 i Lenhovda-Herråkra församling.
1 januari 2016 inrättades distriktet Lenhovda, med samma omfattning som församlingen hade 1999/2000.
Socknen har tillhört samma fögderier och domsagor som Uppvidinge härad. De indelta soldaterna tillhörde Kalmar regemente, Uppvidinge kompani och Smålands husarer, Växjö kompani.

## Geografi
Lenhovda socken ligger kring Alsterån och sjöarna Alstern, Sandsjön och Möckeln. Området är en höglänt skogstrakt med talrika mossar och småsjöar.

## Fornminnen
Ett 15-tal hällkistor, 35 rösen från bronsåldern och flera järnåldersgravfält är kända.

## Namnet
Namnet (1266 Linhofd), taget från kyrkbyn, anses bestå av ett förled namnet på en äldre å och efterledet huvud menande åns källsjö.

### Fotnoter
1. 1 2 3  Svensk Uppslagsbok Lenhovda socken Arkiverad 19 augusti 2015 hämtat från the Wayback Machine.
2. 1 2  Harlén, Hans; Harlén Eivy (2003). Sverige från A till Ö: geografisk-historisk uppslagsbok. Stockholm: Kommentus. Libris 9337075. ISBN 91-7345-139-8
3. ↑  ”Församlingar”. Statistiska centralbyrån. https://www.scb.se/hitta-statistik/regional-statistik-och-kartor/regionala-indelningar/forsamlingar/. Läst 30 december 2022.
4. ↑  Administrativ historik för Lenhovda socken (Klicka på församlingsposten). Källa: Nationella arkivdatabasen, Riksarkivet.
5. 1 2  Sjögren, Otto (1931). Sverige geografisk beskrivning del 2 Östergötlands, Jönköpings, Kronobergs, Kalmar och Gotlands län. Stockholm: Wahlström & Widstrand. Libris 9939
6. 1 2 3  Nationalencyklopedin
7. ↑  Fornlämningar, Statens historiska museum: Lenhovda socken
8. ↑  Fornminnesregistret, Riksantikvarieämbetet: Lenhovda socken Fornminnen i socknen erhålls på kartan genom att skriva in sockennamn (utan "socken") i "Ange geografiskt område"